# 2014年俄罗斯金融危机
2014年俄罗斯金融危机是有关俄罗斯卢布及其他有关货币，货币的极速贬值与俄罗斯经济增长放缓的事件。此次经济衰退一个重要因素与原油有关，这是俄罗斯一大重要出口品，其价格在2014年6月到12月16日期间几乎下降了一半。
此次事件打击了俄罗斯经济，生产者和消费者皆受到损害，也使得俄罗斯的国际贸易受到消极影响。俄罗斯股市也受到了巨大的影响，俄罗斯指数从2014年12月初至12月16日已下跌了三成。

## 背景
| 事件               | 日期           | 美元/卢布 | 来源   |
| ------------------ | -------------- | --------- | ------ |
| 亲欧盟示威运动开始 | 2013年11月21日 | 32.9975   | [ 7 ]  |
| 克里米亚归入俄罗斯 | 2014年3月18日  | 36.2477   | [ 8 ]  |
| 顿巴斯全民公投     | 2014年5月11日  | 35.2270   | [ 9 ]  |
| 明斯克协议         | 2014年9月5日   | 37.0028   | [ 10 ] |
| 顿巴斯大选         | 2014年11月2日  | 43.0072   | [ 11 ] |
| 中央银行介入       | 2014年12月16日 | 68.4910   | [ 12 ] |
| 中央银行介入十日后 | 2014年12月26日 | 53.4330   | [ 13 ] |

### 油价下跌
石油价格由2014年6月的每桶100美元下跌至2014年12月的每桶60美元，其原因主要是全球范围内对石油需求的减少，以及美国頁岩油产量的增加，由于俄罗斯联邦政府收入的近一半来自油气销售，价格下跌对俄国的打击严重；俄罗斯的经济可以说是受到“荷兰病”的困扰，即一国注重发展其自然资源而对其他经济活动造成损害。2014年，俄罗斯需要保持每桶100美元的油价才能维持预算平衡。俄罗斯并不是唯一一个受到油价下跌影响的国家；其他一些国家，例如委内瑞拉、尼日利亚和哈萨克斯坦同样受到了收入下降和经济活动衰退的影响。

### 经济制裁
2014年俄罗斯对乌克兰的军事干预使任何对于俄罗斯的国际援助希望渺茫。美国白宫官员同时指出，尽管发生了经济危机，美国与欧盟因俄罗斯先前吞并克里米亚并在顿巴斯战争中援助了反乌的新俄罗斯武装分子，将不会缓解针对俄罗斯的经济制裁。美国认为经济制裁已对当前俄经济造成负面影响，并且预期此次经济制裁将使俄经济发生更大幅度的衰退。
自从俄公司被禁止滚动融资, 并被强制在公开市场上将卢布兑换成美元或者其他外国货币以满足他们对于已有债务的利息支付义务，此次经济制裁也引起了卢布贬值。

### 其他潜在原因
俄罗斯总统普京被指控为窃盗统治的领导人，即一小部分寻租富豪对经济造成了消耗。在《经济学人》2014年的裙带资本主义指数排行中，俄罗斯位列第二。俄罗斯本身脆弱的经济使其难以抵御低油价和国际制裁带来的挑战。此外，普京控诉西方国家一手策划了俄罗斯经济危机的爆发。

## 俄罗斯货币政策

### 俄罗斯卢布的贬值
2007年经济大衰退以来，由于各国央行非常规的刺激性操作，美国国债和其他低风险资产的收益率明显下降，这些刺激性操作包括“零利率政策”（ZIRP）和量化宽松等。如此一来，出于收益最大化的考虑，发达国家的投资者为使其持有资产有更高利率，不断购买新兴市场的债务。这造成了俄罗斯企业发行的以外币计价的债务规模不断上升，截至2014年6月，外币计价的债务规模已达到5020亿，而2007年底仅有3250亿。
由于卢布最近贬值，俄罗斯企业应当支付的债务利息成本明显上升。因为这些债务是以美元或者其他相对卢布升值的货币发行的，俄罗斯企业需要花费更多的以卢布计价的收入才能偿付那些美元或其他外币的债权人。

### 中央银行的介入
2014年12月15日，俄罗斯的外汇储备为近4000亿美元，为世界第六高。外汇储备使俄国有能力抬升卢布价值。12月15日，俄罗斯央行花费近20亿美元，试图稳定卢布。
当地时间2014年12月16日凌晨1时不到，俄罗斯央行将其基准利率由10.5%提升至17%，试图缓解或阻止卢布继续贬值。这是2014年俄罗斯央行的第六次加息操作。
虽然央行在凌晨进行干预，卢布仍然继续贬值。2014年12月16日早晨，美元兑卢布汇率一度达到79，而2014年1月这一汇率为33。16日俄罗斯央行宣布其不会加强资本管制，卢布维持在了低位。
12月22日，俄罗斯央行向莫斯科信托银行提供5.3亿美元貸款，这也是金融危机中第一家接受政府救济的银行。

## 对财政与经济的冲击

### 对俄罗斯的影响

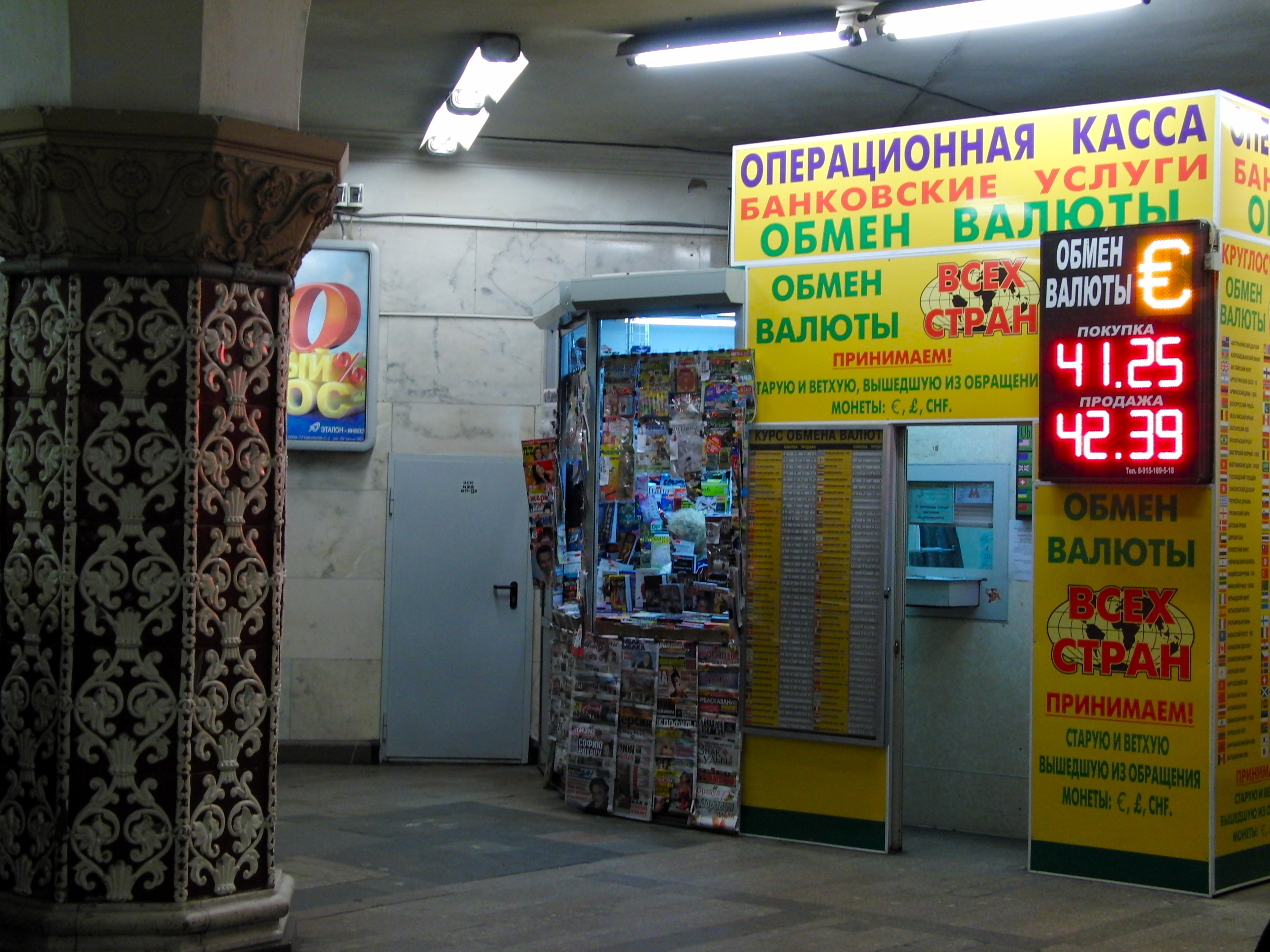
莫斯科的货币交易机。大多数俄罗斯银行只支持四位数显式，而在2014年12月，一些银行设定了新的汇率，需要五位数显式。

2014年12月16日，以美元计价的俄罗斯RTS股票价格指数下跌12%，为2008年11月金融危机期间以来的最大跌幅，Micex指数在当日一度下跌达到8.1%，在交易日结束前有所回升。这使RTS指数继续下跌，截至12月16日，其当月累计跌幅已接近30%。为应对提升的利率和挤兑状况，俄罗斯3个月同业拆借利率上升至28.3%，高于2008年任一时期。
为规避卢布不断下跌的风险，很多俄罗斯人开始购买耐用品，如洗衣机、电视机、家具和珠宝等，并将其年金和储蓄从卢布换成美元或欧元。一些货币交易商只愿意在更高的汇率下接受现金：1美元兑换99.8卢布（官方汇率为61.15），一欧元兑换120-150卢布（官方汇率为76.15）。。由于卢布的波动和下跌，一些外国公司暂停了其在俄罗斯的业务，如沃尔沃的汽车代理业务和苹果及Steam的在线商店业务。此外，宜家家居暂停了其部分货品在俄罗斯的销售，部分原因是卢布的动荡，此外亦是因为俄罗斯民众大量购买家具导致供给不足。
包括高盛在内的许多西方金融机构也开始削减其向俄罗斯企业支付的现金流，在之前它们也已削减了一些长期的卢布计价的回购协议。这些举措是为了使西方企业避免受到卢布波动的影响。回购交易使得俄罗斯企业可以将证券抵押给西方金融机构以获得现金，所以削减的举动很可能会增加俄罗斯金融系统的压力。
倘若俄罗斯采取资本或外汇管制措施，它将可能被MSCI从包含26个国家的指数的新兴市场指数中除名，因为这些措施会造成外国实体难以进入俄罗斯证券市场。俄罗斯由此将被重归类为独立市场。
12月20日发行的印刷版《经济学人》预测俄罗斯在2015年将会遭遇重大经济衰退和高通货膨胀的“致命结合打击”。其他人则预测危机将会蔓延至银行业。俄罗斯总统普京则称俄罗斯并不处在危机中，并且低廉的油价将会使全球经济繁荣，从而抬升油价，由此支持俄罗斯经济。

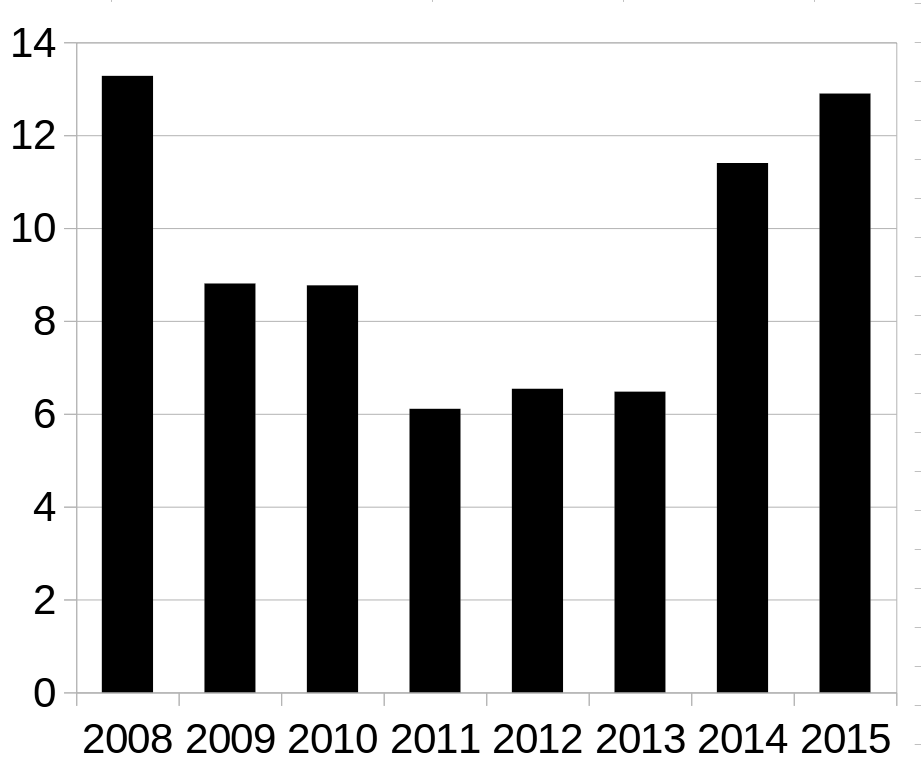
2008年以来的俄罗斯年通货膨胀率

12月15日当周，俄罗斯黄金和外汇储备缩减157亿美元，自2009年来第一次低于4000亿，与2014年年初的5100亿美元相比有极大缩减。12月15日至25日，年通货膨胀率上升至超过10%，由于俄罗斯对西方国家的禁运，物价，包括牛肉和鱼的价格，在年底前的几个月上升了四十至五十个百分点。
汽车销售与2013年相比下跌了12%。全国最大石油公司俄罗斯石油（大量股份为英国石油公司BP所持有）在2014年第三季度失去了大量在美国和欧洲的资产，以及86%的利润。俄罗斯石油将其归因为油价的下跌和卢布的贬值。
金融危机同时威胁了大陆冰球联盟的存在，多支球队推迟或无法支付其球员的薪金。
俄罗斯总统普京要求内阁成员在新年停止休假。

### 国际金融市场
俄罗斯金融危机也蔓延到了其他全球化的金融市场。美元金融市场也有所下跌，道琼斯工业指数在3个交易日内下跌了3%，部分是由于俄罗斯金融危机造成的。本次危机被拿来同1998年俄罗斯金融危机进行比较。IMF经济学家奥利弗·布兰沙称，俄罗斯经济危机所带来的不稳定将造成更大幅度的全球风险规避，与2007年–2008年环球金融危机状况类似。不过，2014年对俄罗斯的国际制裁削减了俄罗斯同全球金融市场的金融联系，从而使俄罗斯经济对全球经济的影响风险降低。自1998年以来，俄罗斯和许多其他国家采用了浮动汇率，这将阻止俄罗斯的金融状况对全球造成影响。
外汇交易商福汇于12月16日称，由于卢布价格的波动，其将自17日始限制美元兑卢布交易。福汇还称多数西方银行都停止了对美元兑卢布（USD/RUB）汇率的报价。美元兑卢布市场的流动性也大幅下降

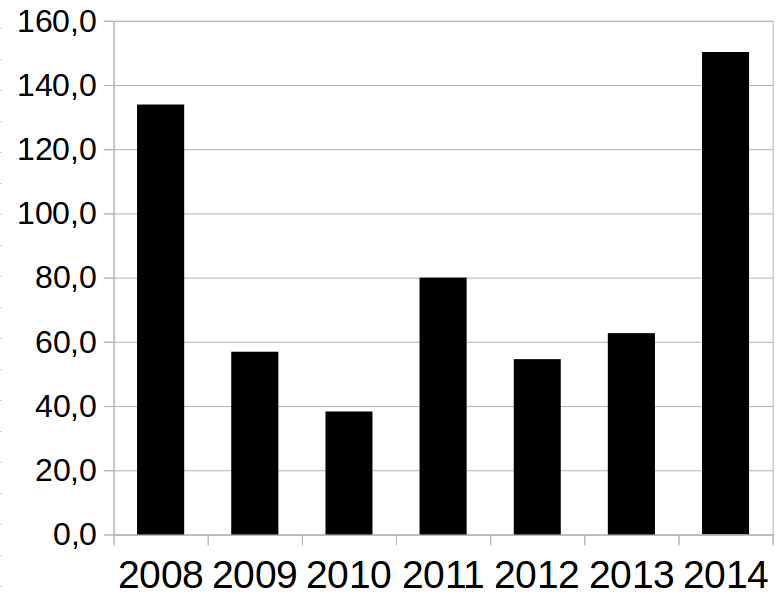
俄罗斯的资本外流数额，十亿美元为单位

持有俄罗斯债务或其它资产金额相对较高的金融机构也受到了俄罗斯金融危机的影响。几乎所有期权都已一文不值。2014年9月底，太平洋投资管理公司(PIMCO)的新兴市场债券基金有21%投资于俄罗斯公司债和主权债务，该基金净值11月16日-12月16日期间已贬值7.9%。对冲基金奥尔登全球资本持有的一些金融工具，当卢布相对其他货币贬值时价值会上升，该基金2014年11月前期至今已从卢布下跌中大为受益。
对俄罗斯经济依赖较高的西方企业亦受到了危机的影响。据欧洲经济协会报告，美国汽车公司福特汽车在2014年1月至11月的汽车销量下跌了40%，并于2014年4月剪裁了在俄罗斯的近950个就业岗位。德国汽车公司大众汽车在同期销量也下跌了20%。由于经济制裁，美国石油公司埃克森美孚无法继续同俄罗斯石油联合对北极地区进行石油勘探。英国石油公司BP丧失了17%的市场份额。法国能源公司道达尔也因制裁原因而取消了同俄罗斯石油公司卢克石油合作进行页岩勘探的计划。
德国工程公司西门子2014年在俄罗斯的营收下跌了14%。德国运动用品公司阿迪达斯关停了在俄罗斯的商店，并暂停了开发计划。丹麦啤酒企业嘉士伯失去了超过20%的俄罗斯股份。美国快餐企业麦当劳由于“卫生违规”导致十二家店面被俄罗斯官方关停。由于牛奶价格上升，法国食品企业达能在2014年上半年营运利润率下跌。

### 对前苏联加盟国的影响
卢布的贬值使许多前苏联加盟国的货币受到冲击，这些货币由于时常被外来工作为交易和汇款使用而与卢布密切相关。对许多国家来说，与俄罗斯的贸易占到其GDP的5%。

#### 前苏联加盟国货币表
| 亲欧盟示威运动开始      | 2013年11月21日 | 403.82 | 0.7844 | 9,332.29  | 1.6761 | 152.74 | 48.8687 | 4.772  | 8.1978  | 2,169.605  |
| 克里米亚归入俄罗斯      | 2014年3月18日  | 415.46 | 0.7843 | 9,842.75  | 1.7242 | 182.34 | 54.4999 | 4.8001 | 10.0238 | 2,236.6599 |
| Gazprom停止对乌克兰供气 | 2014年6月16日  | 411.09 | 0.7843 | 10,179.93 | 1.7669 | 183.13 | 51.9848 | 4.9241 | 11.9204 | 2,320.1599 |
| 俄罗斯中央银行介入      | 2014年12月16日 | 475.19 | N/A    | 10,948.51 | 1.85   | 184.04 | 57.60   | 5.1301 | 15.8500 | 2,413.96   |